# Imber-Sturmvogel
Der Imber-Sturmvogel (Pterodroma imberi) ist ein ausgestorbener Sturmvogel aus der Gattung der Hakensturmtaucher (Pterodroma) von den Chathaminseln. Das Artepitheton ehrt den neuseeländischen Ornithologen Mike Imber (1940–2011).

## Entdeckung
Die ersten Überreste des Imber-Sturmvogels wurden 1947 gesammelt, aber erst 1967 betrachtete der britische Ornithologe William Richard Postle Bourne diesen Sturmvogel als unbeschriebene und ausgestorbene Art, die sich von anderen auf den Chathaminseln brütenden Hakensturmtauchern unterscheidet. Weitere Erwähnung fand dieser Vogel bei Tennyson und Milliner (1994), bei Milliner (1999) sowie bei Cooper und Tennyson (2008). Der Vogel war größer als der Chathamsturmvogel (Pterodroma axillaris) und der Schwarzflügel-Sturmvogel (Pterodroma nigripennis), jedoch kleiner als der Magenta-Sturmvogel (Pterodroma magenta), die drei Arten, die heute noch auf den Chathaminseln brüten. Er war auch etwas größer als der in der Neuseeland brütende Fleckensturmvogel (Pterodroma inexpectata), der eine Körperlänge von 33 bis 35 cm und eine Flügelspannweite von 74 bis 82 cm aufweist. Anhand morphologischer Nachweise und DNA-Analysen bestätigten Alan Tennyson und seine Kollegen, dass frühere Angaben über das Taxon zutreffend waren, und beschrieben die neue Art Pterodroma imberi im Jahr 2015. Als nächster Verwandter gilt der Weichfedersturmvogel (Pterodroma mollis).

## Merkmale
Der Imber-Sturmvogel war eine mittelgroße Hakensturmtaucher-Art mit einer mittleren Oberarmlänge von 86 mm, was im Durchschnitt etwas länger ist als bei dem Vergleichsmaterial von Pterodroma inexpectata und Pterodroma mollis. Andere Elemente, die wahrscheinlich zu Pterodroma imberi gehörten, deuten darauf hin, dass auch die anderen Gliedmaßenknochen etwas größer waren als die von Pterodroma inexpectata und Pterodromua mollis. Der Tibiotarsus war bei Pterodroma imberi proportional länger. Die Skelettproportionen von Pterodroma imberi unterschieden sich von allen anderen Hakensturmtaucher-Arten, die in der neuseeländischen Region vorkommen. Hakensturmtaucher von ähnlicher Größe, die nicht aus dieser Region stammen, sind genetisch nicht mit dem Imber-Sturmvogel verwandt.

## Aussterben
Tennyson und Milliner vermuteten im Jahr 1994, dass die subfossilen Überreste von Mangere Island aus der Zeit vor 1800 stammen, was darauf hindeutet, dass der Imber-Sturmvogel wahrscheinlich schon vor der Ankunft der Europäer verschwunden war. Überjagung durch die Polynesier verursachte ihr Aussterben auf Mangere Island, während wahrscheinlich die Katzen der ersten europäischen Siedler ihnen auf Pitt Island entweder im späten 18. Jahrhundert oder im 19. Jahrhundert den Garaus machten.